# Krogulec nikobarski
Krogulec nikobarski (Tachyspiza butleri) – gatunek średniej wielkości ptaka drapieżnego z rodziny jastrzębiowatych (Accipitridae). Jest endemiczny dla wysp Nikobarów. Narażony na wyginięcie.
Systematyka i zasięg występowania
Krogulec nikobarski bywał niekiedy uznawany za podgatunek krogulca małego (T. badius), jednak wyraźnie różnią się one od siebie upierzeniem, zwłaszcza u osobników młodocianych. Wyróżnia się dwa podgatunki T. butleri:
- T. butleri butleri – Kar Nikobar (północne Nikobary)
- T. butleri obsoletus – Katczal i Kamorta (środkowe Nikobary)

Morfologia
Grzbiet ma barwę szaro-niebieską, przy czym lotki są ciemniejsze. Gardło i broda są białe, klatka piersiowa różowa z rudymi i białymi pasami, uda białe, ogon szary z jednym czarnym pasem, skrzydła szare, oczy jasnopomarańczowe, woskówka i nogi żółte. Osobniki tego gatunku osiągają długość ok. 29 cm.
Ekologia i zachowanie
Krogulce nikobarskie żyją w lasach. Żywią się jaszczurkami i owadami.
Status
Międzynarodowa Unia Ochrony Przyrody (IUCN) od 2002 roku uznaje krogulca nikobarskiego za gatunek narażony (VU – vulnerable). Liczebność populacji w 2012 roku szacowano na 2500–5000 dorosłych osobników. Trend liczebności populacji uznaje się za spadkowy. Największym zagrożeniem dla gatunku jest utrata i degradacja siedlisk.